# Lago Lácar
El lago Lácar es un lago de origen glaciar de la vertiente del Pacífico de Argentina, que se localiza en el departamento Lácar de la provincia del Neuquén y que forma parte de la cuenca alta del chileno río Valdivia.

## Toponimia
El nombre Lácar tiene dos significados posibles, ambas del mapudungun. Por el primero, sería formado por  lai ("muerto") y calcu ("brujo"); su significado sería "brujo muerto". La segunda acepción sería lar ("caído, desechado, desbarrancado") y carcu ("la otra orilla"); el significado sería "barrancas desmoronadas".

## Geografía
El lago Lácar tiene forma alargada, en clara dirección este a oeste. Como la mayoría de los lagos patagónicos, es de origen glaciar. Se encuentra en un profundo valle, cuya parte no inundada al este se denomina Vega de Maipú, donde se halla la ciudad costera de San Martín de los Andes. Mide unos 25 km de largo por un promedio de 3 km de ancho, su máxima profundidad es de 277 m  frente al cerro Abanico. 
Ambas costas presentan sectores planos, con playas, aunque en su mayoría sectores bruscamente escarpados, con barrancas que cierran el valle, debido a su ya mencionado origen glaciar.
Evidencias de la actividad glaciar ocurrida durante la última glaciación del Pleistoceno (glaciación de Llanquihue) pueden hallarse en el Cerro Abanico o en la Cuesta del Pío Proto, una morrena frontal. 
La parte más occidental del lago, luego de una angostura, recibe el nombre de lago Nonthué, de unos 4 km de largo; aunque no está separado del cuerpo principal del Lácar.
El margen norte, en su mitad oeste, se encuentra bordeada por la ruta de ripio que une San Martín de los Andes con Puerto Pirehueico (Chile) a través del paso Hua Hum; y la parte este de la margen sur está bordeada por el inicio del Camino de los Siete Lagos, o la ruta nacional 40.
El lago presenta algunas islas, como la Isla Santa Teresita, Isla de Los Patos y la conocida Islita frente a la playa de Trompul.

### Hidrografía
El lago Lácar forma parte de un complejo sistema fluviolacustre que es parte de la cuenca alta del río Valdivia, una cuenca hidrográfica cordillerana y binacional que va desde la bahía de Corral, hasta San Martín de los Andes. Es uno de los pocos lagos del sur cordillerano que desagua en el Pacífico.
El lago desagua a través del río Hua-Hum y los lagos que encuentra río abajo son: Nonthue, en Argentina; y, ya en Chile, Pirehueico, Neltume, Calafquén, Pullinque, Panguipulli y Riñihue.

## Turismo

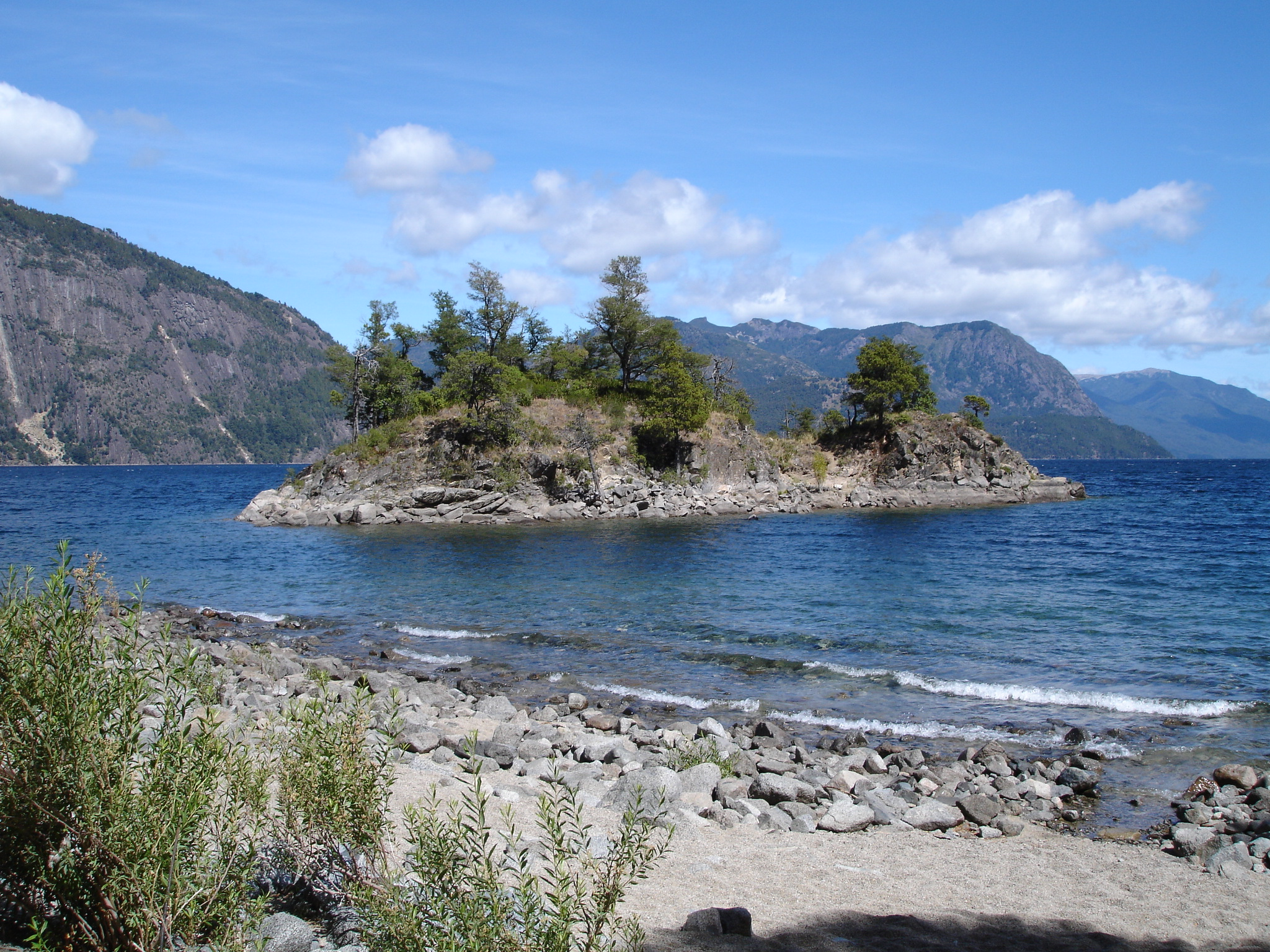
Playa La Islita, Lago Lácar

En su margen sur se encuentra la villa turística de Quila Quina y otras playas usadas por residentes y turistas en verano, pese a la temperatura de las aguas que rondan los 12 °C;  no obstante, la mejor fecha para ahondar en las aguas del Lácar es en el mes de febrero donde la temperatura del agua puede alcanzar los 22 °C.
El lago Lácar se encuentra dentro del parque nacional Lanín. Todo el sector oeste de la margen sur es reserva estricta, es decir un sector de acceso prohibido, custodiado por Parques Nacionales de Argentina para conservación de su ambiente natural, caracterizado por el bosque andino patagónico y la selva valdiviana.
La navegación en el lago está controlada por la Prefectura Naval Argentina, hay un paseo en un moderno catamarán que recorre los dos lagos (Lácar Y Nonthue) que sale diariamente en temporada alta. Se prohíbe el uso de motos de agua, jetski, esquí acuático y wakeboard. Está permitido navegar a motor y es muy estimulante la navegación a vela. Otra forma de recorrer el lago es con kayaks de travesía, una de las actividades cada vez más buscadas en verano.  

## Historia

Mapa de los cambios territoriales surgidos a partir del Laudo de 1902, entre ellos el laudo adjudica la cuenca del Lácar a la Argentina.

A comienzos del siglo XX ambos países, Chile y Argentina, solicitaron un arbitraje de su majestad británica Eduardo VII en un litigio que involucraba la determinación de los límites en la Patagonia. El soberano inglés determinó, entre otros asuntos, ceder la cuenca del lago Lácar a Argentina siguiendo el criterio de altas cumbres en vez del de divisoria de aguas. Chile respetó el acuerdo y desde entonces la zona del lago Lácar está reconocidamente bajo jurisdicción argentina. Así, el Hua-Hum pertenece a los ríos binacionales que desembocan en el océano Pacífico.

## Galería de imágenes
|                                                                     |
| El lago Lácar visto desde el mirador Bandurrias a fines del verano. |

|                                                                                                |
| Lago lacár de fondo, recorriendo la ruta 40 desde San Martín de los Andes a Villa la Angostura |

|                                                                |
| La pequeña y poco profunda unión de los lagos Lácar y Nonthué. |